# رالف فالکنمایر
رالف فالکنمایر (به آلمانی: Ralf Falkenmayer) بازیکن فوتبال و هافبک اهل آلمان است که از سال ۱۹۸۵ میلادی عضو تیم ملی فوتبال آلمان بوده‌است. وی در ۴ بازی ملی حضور داشته است و آخرین بازی ملی خود را در سال ۱۹۸۶ میلادی انجام داد. رالف فالکنمایر در بازی‌های ملی‌اش گلی به ثمر نرساند.